# Diane Borg
Diane Borg (Pietà, 12 september 1990) is een atlete uit Malta die deelnam aan de Olympische Zomerspelen in Londen in 2012. Ze kwam daar uit in de voorrondes van de 100 meter en plaatste zich vervolgens voor het hoofdtoernooi. In de series werd ze met een tijd van 11,92 seconden uitgeschakeld.
In 2014 nam ze deel aan de Commonwealth Games in Glasgow op de 100 m, 200 m en de 4 x 100 m estafette.